# Hillcrest (Illinois)
Pour les articles homonymes, voir Hillcrest.
Hillcrest est un village situé au sud-est du comté d'Ogle dans l'Illinois, aux États-Unis,. Il est incorporé le 6 juin 1958.

## Démographie
Lors du recensement de 2010, le village comptait une population de 1 326 habitants. Elle est estimée, en 2016, à 1 264 habitants.

### Source de la traduction
- (en) Cet article est partiellement ou en totalité issu de l’article de Wikipédia en anglais intitulé « Hillcrest, Illinois » (voir la liste des auteurs).